# JEDEC
JEDEC Solid State Technology Association, eerder bekend als Joint Electron Device Engineering Council(s) - JEDEC, is de halfgeleider-standaardisatieorganisatie van de Electronic Industries Alliance (EIA), een handelsorganisatie die alle gebieden van de elektronica-industrie in de Verenigde Staten bevat. JEDEC heeft meer dan 300 leden, waaronder enige van de grootste computerfabrikanten ter wereld.

## Oorsprong
JEDEC is opgericht in 1958 als een samenwerkingsverband tussen de EIA en de National Electrical Manufacturers Association (NEMA) om standaarden te ontwikkelen voor halfgeleiders. Dit  eerste werk begon als een nummeringsysteem voor onderdelen die zeer populair werden in de jaren 60. Bijvoorbeeld de 1N4001 gelijkrichterdiode en de 2N2222 transistor nummers komen van JEDEC. Deze nummers worden tot vandaag gebruikt. Later ontwikkelde JEDEC een systeem voor IC's, maar dit werd nooit breed in gebruik genomen. 
In het begin van de 20ste eeuw was de organisatie bekend als JETEC, de Joint Electron Tube Engineering Council en was verantwoordelijk voor het toekennen en coördineren van typenummers voor elektronenbuizen. Het type 6L6, nog steeds gebruikt in gitaarversterkers, heeft een JETEC nummer.

## Testmethoden en productstandaarden
Het vroege werk werd gevolgd door een aantal testmethoden (JESD22) en productstandaarden. Bijvoorbeeld het ESD-waarschuwingssymbool, een hand met een lijn er door, werd uitgegeven door JEDEC en wordt wereldwijd gebruikt. JEDEC heeft ook een woordenboek met halfgeleidertermen. Alle JEDEC normen zijn gratis te verkrijgen via het internet.
JEDEC heeft wereldwijde standaarden uitgegeven voor interfaces, zoals de JEDEC standaard voor computergeheugen (Random Access Memory (RAM), inclusief de DDR SDRAM standaard.

## Behuizingen
JEDEC heeft ook een aantal TO behuizingen voor halfgeleiders ontwikkeld zoals TO-3, TO-5, etc. Deze staan op internet als JEP-95. Eén veelbesproken onderwerp is het ontwikkelen van loodvrije behuizingen die niet lijden onder het tinharen-probleem, wat de kop opstak bij het reduceren van lood in elektronicacomponenten in het kader van de Restriction of Hazardous Substances (RoHS). JEDEC werkt samen met iNemi over  'loodvrije' onderwerpen.

## Huidig
In het najaar van 1999 werd JEDEC een zelfstandige handelsorganisatie, maar nog steeds binnen de EIA. De nieuwe naam werd JEDEC Solid State Technology Association.